# Dysdera metingurui
Espèce
Dysdera metingurui est une espèce d'araignées aranéomorphes de la famille des Dysderidae.

## Distribution
Cette espèce est endémique de la province de Kayseri en Turquie,. Elle se rencontre vers Develi.

## Description
Le mâle holotype mesure 6,1 mm.

## Systématique et taxinomie
Cette espèce a été décrite par Danışman, Coşar et Kunt en 2025.

## Étymologie
Cette espèce est nommée en l'honneur de Metin Gürü.

## Publication originale
- Danışman, Coşar & Kunt, 2025 : « Two new species of Dysdera from Turkey (Araneae: Dysderidae). » Zoology in the Middle East, vol. 71, no 2, p. 235-242.